# Asymbius
Asymbius es un género de coleópteros polífagos. Es originario de  Asia.

## Especies
Contiene las siguientes especies:
- Asymbius claviger Arrow, 1925
- Asymbius crinipes Gorham, 1896
- Asymbius formosanus Csiki, 1937
- Asymbius foveicollis Chűjô & Kiuchi, 1974
- Asymbius gigas Strohecker, 1979
- Asymbius hamulatus Arrow, 1926
- Asymbius indicus Strohecker, 1982
- Asymbius marginatus Arrow, 1926
- Asymbius minutus Arrow, 1926
- Asymbius rufus Arrow, 1925
- Asymbius sinensis Strohecker, 1982